# Васильєв Петро Васильович
Петро́ Васи́льович Васи́льєв (13 серпня (25 серпня) 1899, с. Стайки, нині Калузької області Росії — 22 травня 1975, Москва) — російський живописець і графік.

## Біографічні дані
Навчався в Одесі в художньому училищі (1914—1919) та в художньому інституті (1921—1926). Викладачами Васильєва були Павло Волокидін, Киріак Костанді).
До 1931 працював в Одесі. Зокрема, 1925—1927 співпрацював в одеській газеті «Чорноморська комуна». Від 1931 — у Москві.

## Творчість
Створив серії графічних творів, присвячених життю та діяльності Володимира Леніна (видано в альбомах: «Ленін», 1937, 1938, 1944, 1945, 1949; «Володимир Ілліч Ленін», 1960, 1962, 1967; станкова серія «Володимир Ілліч Ленін», 1943—1945, Третьяковська галерея).
Написав картини:
- «Чапаєв» (1934, Центральний музей Збройних Сил, Москва),
- «Виступ В. І. Леніна на Красній площі в 1919 році» (1949, Ярославо-Ростовський музей-заповідник).

Серед робіт, виконаних в Україні:
- «Засада партизан» (1918,.
- «Штаб партизанів під Луганськом» (1928),
- «Партизани» (1928),
- «Рибалки» (1928).

Входив до Асоціації художників Червоної України.

## Відзнаки
- 1946 — заслужений діяч мистецтв РРФСР.
- 1947 — Сталінська премія.
- 1970 — народний художник РРФСР.